# Rinxent
Rinxent (niederländisch: Erningsem) ist eine französische Gemeinde mit 3.007 Einwohnern (Stand: 1. Januar 2022) im Département Pas-de-Calais in der Region Hauts-de-France. Sie gehört zum Arrondissement Boulogne-sur-Mer und ist Teil des Kantons Desvres. Die Einwohner werden Rinxentois genannt.

## Geographie
Rixent liegt am Fluss Slack. Die Gemeinde gehört zum Regionalen Naturpark Caps et Marais d’Opale.
Umgeben wird Rixent von den Nachbargemeinden Ferques im Norden, Rety im Osten, Wierre-Effroy im Süden sowie Marquise im Westen.

## Bevölkerungsentwicklung
| 1962 | 1968 | 1975 | 1982 | 1990 | 1999 | 2006 | 2012 |
| ---- | ---- | ---- | ---- | ---- | ---- | ---- | ---- |
| 3267 | 3340 | 3195 | 3094 | 2860 | 2797 | 2772 | 2771 |

## Sehenswürdigkeiten

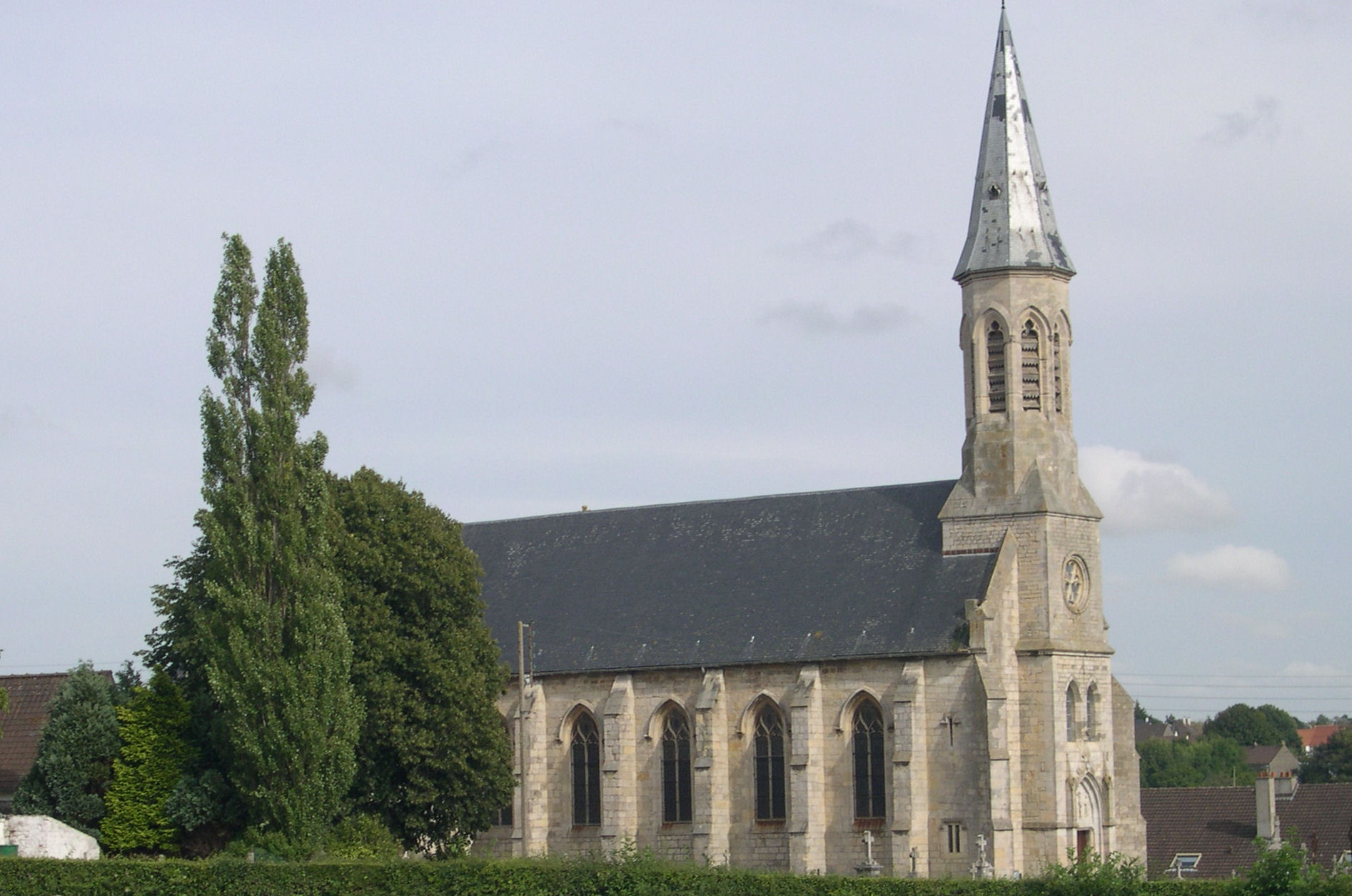
Kirche Saint-Martin

- Kirche Saint-Martin, ursprünglich im 15./16. Jahrhundert errichtet, Mitte des 19. Jahrhunderts mit der heutigen Kubatur umgebaut
- Kirche Saint-Maur in der Ortschaft Hydrequent aus dem 16. Jahrhundert, kleinere Umbauten Ende des 19. Jahrhunderts
- Reste der alten Burg
- Rathaus
- Das Marmor-Haus (Museum)
- Dombunker im Steinbruch von Hydrequent, im Zweiten Weltkrieg durch die deutsche Armee für das Eisenbahngeschütz Krupp K5 (E)

## Persönlichkeiten
- Félix Goethals (1891–1962), Radrennfahrer